# Список лауреатів Нобелівської премії миру
Нобелівська премія миру (швед. Nobels fredspris) — одна з п'яти премій, започаткованих Альфредом Нобелем відповідно до його заповіту від 1895 року. Премію присуджують щороку, починаючи з 1901 року, за видатні заслуги у збереженні миру.
Вибір лауреатів премії здійснюється щороку у жовтні Нобелівським комітетом з 5 осіб при парламенті Норвегії. Нагородження лауреатів відбувається щорічно у день смерті Альфреда Нобеля 10 грудня в Осло. Кожен лауреат отримує диплом та медаль лауреата Нобелівської премії, а також грошову винагороду.

## Лауреати
Найпершу Нобелівську премію миру було присуджено у 1901 році, її лауреатами стали швейцарець Жан Анрі Дюнан та француз Фредерік Пассі.
За час свого існування з 1901 до 2024 року премію миру було присуджено 105 разів, а її лауреатами стали 111 осіб. Крім того, 28 організацій, що здійснили вагомий внесок у збереження миру, також ставали лауреатами премії. Найчастіше (71 раз) лауреатом премії ставала 1 особа чи організація; 31 раз премію здобували одразу двоє лауреатів; тричі, 1994, 2011 та 2022 року, Нобелівської премії миру мала трьох лауреатів одночасно. У 1914–1916, 1918, 1923, 1924, 1928, 1932, 1939–1943, 1948, 1955, 1956, 1966, 1967 та 1972 роках премію не присуджували.
З-поміж 111 лауреатів-осіб 92 є чоловіками та 19 — жінками. Найпершою лауреаткою Нобелівської премії миру стала Берта фон Зутнер, яка здобула премію 1905 року. Надалі жінки отримували премію у 1931, 1946, 1976 (двічі), 1979, 1982, 1991, 1992, 1997, 2003, 2004, 2011 (тричі), 2014, 2018, 2021 та 2023 роках.
Серед 138 нобеліатів 2 лауреати отримували премію більше одного разу. Так, Міжнародний комітет Червоного Хреста здобував премію тричі (у 1917, 1944 та 1963 роках), а Управління Верховного комісара ООН у справах біженців — двічі (у 1954 та 1981 роках). Крім того, Лайнус Полінг, здобувши премію 1962 року, став двічі лауреатом Нобелівської премії, оскільки 1954 року йому було присуджено Нобелівську премію з хімії. Даґ Гаммаршельд був відзначений Нобелівською премією миру посмертно у 1961 році.
Середній вік лауреатів на момент здобуття Нобелівської премії миру (станом на 2012 рік) становить 62 роки. Наймолодшим нобеліатом є пакистанська правозахисниця Малала Юсафзай, яка на момент здобуття премії 2014 року мала 17 років, найстаршим — британець Джозеф Ротблат, який здобув премію 1995 року у віці 87 років.

## Список лауреатів

### 1901–1910
| Рік  | Портрет | Лауреат                     | Країна               | Обґрунтування                                                                                                   | Примітки |
| ---- | ------- | --------------------------- | -------------------- | --- | -------- |
| 1901 |         | Жан Анрі Дюнан              | Швейцарія            | Ініціатор Женевської конвенції, засновник Міжнародного комітету Червоного Хреста                                | [ 3 ]    |
| 1901 |         | Фредерік Пассі              | Франція              | Засновник та президент першого французького мирного товариства                                                  | [ 3 ]    |
| 1902 |         | Елі Дюкоммен                | Швейцарія            | Почесний секретар Постійного Міжнародного бюро миру                                                             | [ 7 ]    |
| 1902 |         | Гоба Шарль Альбер           | Швейцарія            | Почесний секретар Постійного Міжнародного бюро миру                                                             | [ 7 ]    |
| 1903 |         | Рандал Вільям Крімер        | Велика Британія      | Секретар Міжнародної арбітражної ліги, член британського парламенту                                             | [ 11 ]   |
| 1904 |         | Інститут міжнародного права | Бельгія              | Рух за мир, міжнародна організація                                                                              | [ 13 ]   |
| 1905 |         | Берта фон Зутнер            | Австро-Угорщина      | Автор роману «Геть зброю», почесний президент Постійного Міжнародного бюро миру                                 | [ 16 ]   |
| 1906 |         | Теодор Рузвельт             | США                  | Співавтор мирних договорів, президент США                                                                       | [ 19 ]   |
| 1907 |         | Луї Рено                    | Франція              | Професор міжнародного права у Сорбонні                                                                          | [ 22 ]   |
| 1907 |         | Ернесто Теодоро Монета      | Королівство Італія   | Президент Ломбардської ліги миру                                                                                | [ 22 ]   |
| 1908 |         | Клас Понтус Арнолдсон       | Швеція               | Письменник, колишній член шведського парламенту, засновник Шведського товариства миру та арбітражу              | [ 26 ]   |
| 1908 |         | Фредрик Байєр               | Данія                | Почесний президент Постійного Міжнародного бюро миру, член парламенту Данії                                     | [ 26 ]   |
| 1909 |         | Огюст Бернарт               | Бельгія              | Член Постіної палати третейського суду у Гаазі, член бельгійського парламенту, колишній прем'єр-міністр Бельгії | [ 29 ]   |
| 1909 |         | Поль д'Етурнель де Констан  | Франція              | [ 30 ] [ 25 ]                                                                                                   | [ 29 ]   |
| 1910 |         | Міжнародне бюро миру        | Міжнародне бюро миру | Рух за мир | [ 32 ]   |

### 1911–1920
| Рік  | Портрет                | Лауреат                              | Країна                               | Обґрунтування                                                                         | Примітки             |
| ---- | ---------------------- | ------------------------------------ | ------------------------------------ | ------------------------------------------------------------------------------------- | -------------------- |
| 1911 |                        | Тобіас Ассер                         | Нідерланди                           | «За роботи в області міжнародного арбітражу».                                         | [ 33 ]               |
| 1911 |                        | Альфред Герман Фрід                  | Австро-Угорщина                      | «За свою інтернаціональну діяльність».                                                | [ 33 ]               |
| 1912 |                        | Еліу Рут                             | США                                  | «За зусилля зі зміцнення миру в західній півкулі».                                    | [ 34 ]               |
| 1913 |                        | Анрі Лафонтен                        | Бельгія                              | Удостоєний премії «як істинний лідер народного руху за мир в Європі».                 | [ 35 ]               |
| 1914 | Премію не присуджували | Премію не присуджували               | Премію не присуджували               | Премію не присуджували                                                                | [ 36 ] [ 37 ] [ 38 ] |
| 1915 | Премію не присуджували | Премію не присуджували               | Премію не присуджували               | Премію не присуджували                                                                | [ 36 ] [ 37 ] [ 38 ] |
| 1916 | Премію не присуджували | Премію не присуджували               | Премію не присуджували               | Премію не присуджували                                                                | [ 36 ] [ 37 ] [ 38 ] |
| 1917 |                        | Міжнародний комітет Червоного Хреста | Міжнародний комітет Червоного Хреста | «За діяльність із поліпшення становища військовополонених».                           | [ 39 ]               |
| 1918 | Премію не присуджували | Премію не присуджували               | Премію не присуджували               | Премію не присуджували                                                                | [ 40 ]               |
| 1919 |                        | Вудро Вільсон                        | США                                  | «За той, що привніс фундаментального закону людяності в сучасну міжнародну політику». | [ 41 ]               |
| 1920 |                        | Леон Буржуа                          | Франція                              | «За зусилля із затвердження миру засобами арбітражу»                                  | [ 42 ]               |

### 1921–1930
| Рік  | Портрет                | Лауреат                | Країна                 | Обґрунтування | Примітки      |
| ---- | ---------------------- | ---------------------- | ---------------------- | --- | ------------- |
| 1921 |                        | Карл Брантінг          | Швеція                 | «За зусилля в мирному рішенні суперечки Швеції з Норвегією і за роботу в Лізі Націй»                                                                         | [ 43 ]        |
| 1921 |                        | Крістіан Лоус Ланге    | Норвегія               | «За пропаганду арбітражу, як засобу вирішення міжнародних конфліктів»                                                                                        | [ 43 ]        |
| 1922 |                        | Фрітьоф Нансен         | Норвегія               | «За багаторічні зусилля з надання допомоги беззахисним» | [ 44 ]        |
| 1923 | Премію не присуджували | Премію не присуджували | Премію не присуджували | Премію не присуджували | [ 45 ] [ 46 ] |
| 1924 | Премію не присуджували | Премію не присуджували | Премію не присуджували | Премію не присуджували | [ 45 ] [ 46 ] |
| 1925 |                        | Джозеф Остін Чемберлен | Велика Британія        | «За свою роль в локарнських перемовинах» | [ 47 ]        |
| 1925 |                        | Чарлз Дауес            | США                    | «На знак визнання внеску в план, що носить його ім'я» | [ 47 ]        |
| 1926 |                        | Арістид Бріан          | Франція                | «За роль в укладенні Локарнського пакту і дружньому діалозі Франції і Німеччини після багатьох літ недовіри»                                                 | [ 48 ]        |
| 1926 |                        | Густав Штреземан       | Німеччина              | «За роль в укладенні Локарнського пакту і дружньому діалозі Франції і Німеччини після багатьох літ недовіри»                                                 | [ 48 ]        |
| 1927 |                        | Фердинанд Бюїссон      | Франція                | «За діяльність, направлену на відновлення розуміння між французьким і німецьким народами»                                                                    | [ 49 ]        |
| 1927 |                        | Людвиг Квідде          | Німеччина              | «За діяльність, направлену на відновлення розуміння між французьким і німецьким народами»                                                                    | [ 49 ]        |
| 1928 | Премію не присуджували | Премію не присуджували | Премію не присуджували | Премію не присуджували | [ 50 ]        |
| 1929 |                        | Френк Біллінґс Келлоґ  | США                    | «За підготовку Пакту Бріана-Келлога, учасники якого погодились вирішувати всі конфлікти мирним шляхом і виключили війну як інструмент національної політики» | [ 51 ]        |
| 1930 |                        | Натан Седерблюм        | Швеція                 | «В ознаменування заслуг в досягненні миру через релігійне об'єднання».                                                                                       | [ 52 ]        |

### 1931–1940
| Рік  | Портрет                | Лауреат                                                | Країна                                                 | Обґрунтування                                                          | Примітки      |
| ---- | ---------------------- | ------------------------------------------------------ | ------------------------------------------------------ | ---------------------------------------------------------------------- | ------------- |
| 1931 |                        | Лаура Джейн Аддамс                                     | США                                                    | «Удостоєна премії як справжній делегат всіх миролюбних жінок миру».    | [ 53 ]        |
| 1931 |                        | Ніколас М'юррей Батлер                                 | США                                                    | «За невичерпну енергію і завзяття в справі миру».                      | [ 53 ]        |
| 1932 | Премію не присуджували | Премію не присуджували                                 | Премію не присуджували                                 | Премію не присуджували                                                 | [ 54 ]        |
| 1933 |                        | Ральф Норман Енджелл                                   | Велика Британія                                        | «За пропаганду миру».                                                  | [ 55 ]        |
| 1934 |                        | Артур Гендерсон                                        | Велика Британія                                        | «За невідступний захист справи міжнародного роззброєння».              | [ 56 ]        |
| 1935 |                        | Карл фон Осецький                                      | Третій Рейх                                            | «За боротьбу з мілітаризмом в Німеччині».                              | [ 57 ]        |
| 1936 |                        | Карлос Сааведра Ламас                                  | Аргентина                                              | «За миротворчу роль в болівійсько-парагвайському конфлікті 1935 року». | [ 58 ]        |
| 1937 |                        | Роберт Сесіл                                           | Велика Британія                                        | «В ознаменування заслуг перед Лігою Націй».                            | [ 59 ]        |
| 1938 |                        | Нансенівська міжнародна організація у справах біженців | Нансенівська міжнародна організація у справах біженців | «За діяльність із надання допомоги беззахисним».                       | [ 60 ]        |
| 1939 | Премію не присуджували | Премію не присуджували                                 | Премію не присуджували                                 | Премію не присуджували                                                 | [ 61 ] [ 62 ] |
| 1940 | Премію не присуджували | Премію не присуджували                                 | Премію не присуджували                                 | Премію не присуджували                                                 | [ 61 ] [ 62 ] |

### 1941–1950
| Рік  | Портрет                                                      | Лауреат                                     | Країна                                      | Обґрунтування | Примітки             |
| ---- | ------------------------------------------------------------ | ------------------------------------------- | ------------------------------------------- | --- | -------------------- |
| 1941 | Премію не присуджували                                       | Премію не присуджували                      | Премію не присуджували                      | Премію не присуджували | [ 63 ] [ 64 ] [ 65 ] |
| 1942 | Премію не присуджували                                       | Премію не присуджували                      | Премію не присуджували                      | Премію не присуджували | [ 63 ] [ 64 ] [ 65 ] |
| 1943 | Премію не присуджували                                       | Премію не присуджували                      | Премію не присуджували                      | Премію не присуджували | [ 63 ] [ 64 ] [ 65 ] |
| 1944 |                                                              | Міжнародний комітет Червоного Хреста        | Міжнародний комітет Червоного Хреста        | «МЧХ своєю діяльністю в роки війни повернув значення основоположним принципам солідарності людства, ототожнивши життєві інтереси народів і потребу в примиренні». | [ 66 ]               |
| 1945 |                                                              | Корделл Голл                                | США                                         | «На знак визнання його заслуг за утвердженням миру в західній півкулі, в зміцненні торгівлі і становленні ООН».                                                   | [ 67 ]               |
| 1946 |                                                              | Емілі Грін Болч                             | США                                         | «За багаторічну, невтомну працю на благо світу». | [ 68 ]               |
| 1946 |                                                              | Джон Релей Мотт                             | США                                         | «За місіонерську діяльність». | [ 68 ]               |
| 1947 |                                                              | Рада Друзів на службі суспільству (Квакери) | Рада Друзів на службі суспільству (Квакери) | «На знак протесту квакерів проти світової війни». | [ 69 ]               |
| 1947 | Американський комітет Друзів на службі суспільству (Квакери) |                                             |                                             | «На знак протесту квакерів проти світової війни». | [ 69 ]               |
| 1948 | Премію не присуджували                                       | Премію не присуджували                      | Премію не присуджували                      | Премію не присуджували | [ 70 ]               |
| 1949 |                                                              | Джон Бойд Орр                               | Велика Британія                             | «На знак визнання його заслуг не тільки в справі звільнення людства від нестатків, але і в створенні основ мирної кооперації між класами, націями і расами».      | [ 71 ]               |
| 1950 |                                                              | Ральф Банч                                  | США                                         | «За створення Скандинавського міжпарламентського союзу для зміцнення регіональної співпраці».                                                                     | [ 72 ]               |

### 1951–1960
| Рік  | Портрет                | Лауреат                                               | Країна                                                | Обґрунтування                                                                                           | Примітки      |
| ---- | ---------------------- | ----------------------------------------------------- | ----------------------------------------------------- | --- | ------------- |
| 1951 |                        | Леон Жуо                                              | Франція                                               | «В ознаменування миротворчих заслуг».                                                                   | [ 73 ]        |
| 1952 |                        | Альберт Швейцер                                       | Франція                                               | «За місіонерську діяльність».                                                                           | [ 74 ]        |
| 1953 |                        | Джордж Маршалл                                        | США                                                   | «Як ініціатор „плану Маршалла“ із післявоєнного відновлення економіки Європи».                          | [ 75 ]        |
| 1954 |                        | Управління Верховного комісара ООН у справах біженців | Управління Верховного комісара ООН у справах біженців | «За невпинні і часто невдячні спроби надати допомогу біженцям і привернути увагу властей до їх потреб». | [ 76 ]        |
| 1955 | Премію не присуджували | Премію не присуджували                                | Премію не присуджували                                | Премію не присуджували                                                                                  | [ 77 ] [ 78 ] |
| 1956 | Премію не присуджували | Премію не присуджували                                | Премію не присуджували                                | Премію не присуджували                                                                                  | [ 77 ] [ 78 ] |
| 1957 |                        | Лестер Пірсон                                         | Канада                                                | «За свою роль в подоланні Суецької кризи».                                                              | [ 79 ]        |
| 1958 |                        | Жорж Пір                                              | Бельгія                                               | «За допомогу біженцям».                                                                                 | [ 80 ]        |
| 1959 |                        | Філіп Ноель-Бейкер                                    | Велика Британія                                       | «Як найбільший фахівець із роззброєння».                                                                | [ 81 ]        |
| 1960 |                        | Альберт Лутулі                                        | Південна Африка                                       | «За зусилля за утвердження справедливості між людьми і народами».                                       | [ 82 ]        |

### 1961–1970
| Рік  | Портрет                | Лауреат                              | Країна                               | Обґрунтування                                                                             | Примітки      |
| ---- | ---------------------- | ------------------------------------ | ------------------------------------ | ----------------------------------------------------------------------------------------- | ------------- |
| 1961 |                        | Даґ Гаммаршельд                      | Швеція                               | За діяльність в ООН.                                                                      | [ 83 ]        |
| 1962 |                        | Лайнус Полінг                        | США                                  | Як автор проєкту договору про заборону ядерних випробувань.                               | [ 84 ]        |
| 1963 |                        | Міжнародний комітет Червоного Хреста | Міжнародний комітет Червоного Хреста | В соті роковини свого існування.                                                          | [ 85 ]        |
| 1963 |                        | Ліга суспільств Червоного Хреста     | Ліга суспільств Червоного Хреста     | В ознаменування 100-річчя існування МЧХ.                                                  | [ 85 ]        |
| 1964 |                        | Мартін Лютер Кінг                    | США                                  | За діяльність на користь рівноправності чорношкірих.                                      | [ 86 ]        |
| 1965 |                        | ЮНІСЕФ                               | ЮНІСЕФ                               |                                                                                           | [ 87 ]        |
| 1966 | Премію не присуджували | Премію не присуджували               | Премію не присуджували               | Премію не присуджували                                                                    | [ 88 ] [ 89 ] |
| 1967 | Премію не присуджували | Премію не присуджували               | Премію не присуджували               | Премію не присуджували                                                                    | [ 88 ] [ 89 ] |
| 1968 |                        | Рене Кассен                          | Франція                              | В ознаменування 20-х роковин ухвалення Декларації прав людини.                            | [ 90 ]        |
| 1969 |                        | Міжнародна організація праці         | Міжнародна організація праці         | «За діяльність із створення „інфраструктура миру“ і зміцненню братства між народами».     | [ 91 ]        |
| 1970 |                        | Норман Борлоуг                       | США                                  | За внесок у вирішення продовольчої проблеми, і особливо за здійснення "зеленої революції. | [ 92 ]        |

### 1971–1980
| Рік  | Портрет                | Лауреат                | Країна                 | Обґрунтування | Примітки |
| ---- | ---------------------- | ---------------------- | ---------------------- | --- | -------- |
| 1971 |                        | Віллі Брандт           | ФРН                    | «На знак визнання конкретних ініціатив, що призвели ослаблення напруженості між Сходом і Заходом».                                                             | [ 93 ]   |
| 1972 | Премію не присуджували | Премію не присуджували | Премію не присуджували | Премію не присуджували | [ 94 ]   |
| 1973 |                        | Генрі Кіссінджер       | США                    | «На знак визнання заслуг у зв'язку з перемир'ям у В'єтнамі».                                                                                                   | [ 95 ]   |
| 1973 |                        | Ле Дих Тхо             | В'єтнам                | «На знак визнання заслуг у зв'язку з перемир'ям у В'єтнамі».                                                                                                   | [ 95 ]   |
| 1974 |                        | Шон Макбрайд           | Ірландія               | «За створення міжнародних механізмів спостереження за станом прав людини».                                                                                     | [ 96 ]   |
| 1974 |                        | Ейсаку Сато            | Японія                 | «За політику антимілітаризму». | [ 96 ]   |
| 1975 |                        | Андрій Сахаров         | СРСР                   | «За безстрашну підтримку фундаментальних принципів миру між людьми і мужню боротьбу із зловживанням владою і будь-якими формами придушення людської гідності». | [ 97 ]   |
| 1976 |                        | Бетті Вільямс          | Велика Британія        | «На знак визнання заслуг в справі миру». | [ 98 ]   |
| 1976 |                        | Мейрид Корріган        | Велика Британія        | «На знак визнання заслуг в справі миру». | [ 98 ]   |
| 1977 |                        | Міжнародна амністія    | Міжнародна амністія    | «За захист людської гідності від тортур, насильства і розпаду».                                                                                                | [ 99 ]   |
| 1978 |                        | Анвар Садат            | Єгипет                 | «За підготовку і висновок основоположних угод між Ізраїлем і Єгиптом».                                                                                         | [ 100 ]  |
| 1978 |                        | Менахем Бегін          | Ізраїль                | «За підготовку і висновок основоположних угод між Ізраїлем і Єгиптом».                                                                                         | [ 100 ]  |
| 1979 |                        | Мати Тереза            | Індія                  | Удостоєна премії, оскільки вона «утверджує мир в найважливішій сфері, захищаючи недоторканність людської гідності».                                            | [ 101 ]  |
| 1980 |                        | Адольфо Перес Есківель | Аргентина              | «Як борець за права людини». | [ 102 ]  |

### 1981–1990
| Рік  | Портрет | Лауреат                                               | Країна                                                | Обґрунтування | Примітки |
| ---- | ------- | ----------------------------------------------------- | ----------------------------------------------------- | --- | -------- |
| 1981 |         | Управління Верховного комісара ООН у справах біженців | Управління Верховного комісара ООН у справах біженців | За невпинні і часто невдячні спроби надати допомогу біженцям і привернути увагу властей до їх потреб | [ 103 ]  |
| 1982 |         | Альва Мюрдаль                                         | Швеція                                                | «За значний внесок у справу роззброєння». | [ 104 ]  |
| 1982 |         | Альфонсо Гарсія Роблес                                | Мексика                                               | «За значний внесок у справу роззброєння». | [ 104 ]  |
| 1983 |         | Лех Валенса                                           | Польща                                                | «Як борець за права людини». | [ 105 ]  |
| 1984 |         | Десмонд Туту                                          | Південна Африка                                       | «Мужність і героїзм, проявлений у боротьбі проти апартеїду». | [ 106 ]  |
| 1985 |         | Лікарі світу за запобігання ядерної війни             | Лікарі світу за запобігання ядерної війни             | «За заслуги в інформуванні громадськості і відміні свідомості людства на користь світу». | [ 107 ]  |
| 1986 |         | Елі Візель                                            | США                                                   | «За прихильність тематиці присвяченій стражданням єврейського народу, жертвам нацизму». | [ 108 ]  |
| 1987 |         | Оскар Аріас                                           | Коста-Рика                                            | Як ініціатор мирних переговорів в Центральній АмериціОригінальний текст (англ.) For his work for peace in Central America, efforts which led to the accord signed in Guatemala on August 7 this year                                                  | [ 109 ]  |
| 1988 |         | Миротворчі сили ООН                                   | Миротворчі сили ООН                                   | | [ 110 ]  |
| 1989 |         | 14-й Далай-лама (Тензин Гьяцо)                        | Індія                                                 | | [ 111 ]  |
| 1990 |         | Михайло Сергійович Горбачов                           | СРСР                                                  | За провідну роль у мирному процесі, який сьогодні є важливою складовою життя міжнародного співтоваристваОригінальний текст (англ.) For his leading role in the peace process which today characterizes important parts of the international community | [ 112 ]  |

### 1991–2000
| Рік  | Портрет                  | Лауреат                                              | Країна                                        | Обґрунтування | Примітки |
| ---- | ------------------------ | ---------------------------------------------------- | --------------------------------------------- | --- | -------- |
| 1991 |                          | Аун Сан Су Чжі                                       | М'янма                                        | За ненасильницьку боротьбу за демократію та права людиниОригінальний текст (англ.) For her non-violent struggle for democracy and human rights | [ 113 ]  |
| 1992 |                          | Рігоберта Менчу                                      | Гватемала                                     | На знак визнання роботи за досягнення соціальної справедливості та етно-культурного примирення, заснованого на повазі прав корінних народівОригінальний текст (англ.) In recognition of her work for social justice and ethno-cultural reconciliation based on respect for the rights of indigenous peoples                          | [ 114 ]  |
| 1993 |                          | Нельсон Мандела                                      | Південна Африка                               | За роботу щодо мирного повалення режиму апартеїду і формування підвалин нової демократичної Південної АфрикиОригінальний текст (англ.) For their work for the peaceful termination of the apartheid regime, and for laying the foundations for a new democratic South Africa                                                         | [ 115 ]  |
| 1993 | Фредерик Віллем де Клерк |                                                      | Південна Африка                               | За роботу щодо мирного повалення режиму апартеїду і формування підвалин нової демократичної Південної АфрикиОригінальний текст (англ.) For their work for the peaceful termination of the apartheid regime, and for laying the foundations for a new democratic South Africa                                                         | [ 115 ]  |
| 1994 |                          | Ясір Арафат                                          | Палестина                                     | За зусилля з досягнення миру на Близькому СходіОригінальний текст (англ.) For their efforts to create peace in the Middle East | [ 116 ]  |
| 1994 |                          | Іцхак Рабин                                          | Ізраїль                                       | За зусилля з досягнення миру на Близькому СходіОригінальний текст (англ.) For their efforts to create peace in the Middle East | [ 116 ]  |
| 1994 | Шимон Перес              |                                                      | Ізраїль                                       | За зусилля з досягнення миру на Близькому СходіОригінальний текст (англ.) For their efforts to create peace in the Middle East | [ 116 ]  |
| 1995 |                          | Джозеф Ротблат                                       | Велика Британія                               | За зусилля у зменшенні ролі ядерної зброї у міжнародній політиці, а також знешкодження такої зброї у довгостроковій перспективіОригінальний текст (англ.) For their efforts to diminish the part played by nuclear arms in international politics and, in the longer run, to eliminate such arms                                     | [ 117 ]  |
| 1995 |                          | Пагуошські конференції з науки та глобальних проблем | Канада                                        | За зусилля у зменшенні ролі ядерної зброї у міжнародній політиці, а також знешкодження такої зброї у довгостроковій перспективіОригінальний текст (англ.) For their efforts to diminish the part played by nuclear arms in international politics and, in the longer run, to eliminate such arms                                     | [ 117 ]  |
| 1996 |                          | Карлос Феліпе Хіменес Біле                           | Східний Тимор                                 | За зусилля у напрямку справедливого і мирного вирішення конфлікту у Східному ТиморіОригінальний текст (англ.) For their work towards a just and peaceful solution to the conflict in East Timor | [ 118 ]  |
| 1996 | Хосе Рамос-Орта          |                                                      | Східний Тимор                                 | За зусилля у напрямку справедливого і мирного вирішення конфлікту у Східному ТиморіОригінальний текст (англ.) For their work towards a just and peaceful solution to the conflict in East Timor | [ 118 ]  |
| 1997 |                          | Міжнародний рух за заборону протипіхотних мін        | Міжнародний рух за заборону протипіхотних мін | За зусилля щодо заборони та знешкодження протипіхотних мінОригінальний текст (англ.) For their work for the banning and clearing of anti-personnel mines | [ 119 ]  |
| 1997 |                          | Джоді Вільямс                                        | США                                           | За зусилля щодо заборони та знешкодження протипіхотних мінОригінальний текст (англ.) For their work for the banning and clearing of anti-personnel mines | [ 119 ]  |
| 1998 |                          | Джон Г'юм                                            | Велика Британія                               | За зусилля з пошуку мирного вирішення конфлікту в Північній ІрландіїОригінальний текст (англ.) For their efforts to find a peaceful solution to the conflict in Northern Ireland | [ 120 ]  |
| 1998 | Девід Трімбл             |                                                      | Велика Британія                               | За зусилля з пошуку мирного вирішення конфлікту в Північній ІрландіїОригінальний текст (англ.) For their efforts to find a peaceful solution to the conflict in Northern Ireland | [ 120 ]  |
| 1999 |                          | Лікарі без кордонів                                  | Лікарі без кордонів                           | На знак визнання гуманітарної роботи організації на кількох континентахОригінальний текст (англ.) In recognition of the organization's pioneering humanitarian work on several continents | [ 121 ]  |
| 2000 |                          | Кім Де Джун                                          | Південна Корея                                | За внесок у сфері демократії та дотримання прав людини у Південній Кореї зокрема та Східній Азії загалом, а також за примирення з Північною КореєюОригінальний текст (англ.) For his work for democracy and human rights in South Korea and in East Asia in general, and for peace and reconciliation with North Korea in particular | [ 122 ]  |

### 2001–2010
| Рік  | Портрет                      | Лауреат                                          | Країна                                           | Обґрунтування | Примітки |
| ---- | ---------------------------- | ------------------------------------------------ | ------------------------------------------------ | --- | -------- |
| 2001 |                              | Організація Об'єднаних Націй                     | Організація Об'єднаних Націй                     | За зусилля щодо створення більш організованого і більш мирного світуОригінальний текст (англ.) For their work for a better organized and more peaceful world | [ 123 ]  |
| 2001 | Kofi Annan, Photo: Harry Wad | Кофі Аннан                                       | Гана                                             | За зусилля щодо створення більш організованого і більш мирного світуОригінальний текст (англ.) For their work for a better organized and more peaceful world | [ 123 ]  |
| 2002 |                              | Джиммі Картер                                    | США                                              | За десятиліття невпинних зусиль з пошуку мирних рішень у міжнародних конфліктах, зміцнення демократії й затвердження прав людини, а також сприяння економічному і соціальному розвиткуОригінальний текст (англ.) For his decades of untiring effort to find peaceful solutions to international conflicts, to advance democracy and human rights, and to promote economic and social development | [ 124 ]  |
| 2003 |                              | Ширін Ебаді                                      | Іран                                             | За внесок у розвиток демократії і боротьбу за права людини, особливо жінок і дітейОригінальний текст (англ.) For her efforts for democracy and human rights. She has focused especially on the struggle for the rights of women and children | [ 125 ]  |
| 2004 |                              | Вангарі Маатаї                                   | Кенія                                            | За внесок у сталий розвиток, демократію і мирОригінальний текст (англ.) For her contribution to sustainable development, democracy and peace | [ 126 ]  |
| 2005 |                              | Міжнародне агентство з атомної енергії           | Міжнародне агентство з атомної енергії           | За зусилля із запобігання використання атомної енергії у військових цілях та за забезпечення її використання у мирних цілях у максимально безпечних умовахОригінальний текст (англ.) For their efforts to prevent nuclear energy from being used for military purposes and to ensure that nuclear energy for peaceful purposes is used in the safest possible way                                | [ 127 ]  |
| 2005 |                              | Мухаммед аль-Барадаї                             | Єгипет                                           | За зусилля із запобігання використання атомної енергії у військових цілях та за забезпечення її використання у мирних цілях у максимально безпечних умовахОригінальний текст (англ.) For their efforts to prevent nuclear energy from being used for military purposes and to ensure that nuclear energy for peaceful purposes is used in the safest possible way                                | [ 127 ]  |
| 2006 |                              | Мохаммад Юнус                                    | Бангладеш                                        | За створення і просування економічних та соціальних можливостей для біднихОригінальний текст (англ.) For their efforts to create economic and social development from below | [ 128 ]  |
| 2006 | Грамін Банк                  |                                                  |                                                  | За створення і просування економічних та соціальних можливостей для біднихОригінальний текст (англ.) For their efforts to create economic and social development from below | [ 128 ]  |
| 2007 |                              | Міжурядова група експертів з питань змін клімату | Міжурядова група експертів з питань змін клімату | За зусилля щодо поширення знань про зміни клімату з вини людини, а також за закладання основ заходів, спрямованих на протидію таким змінамОригінальний текст (англ.) For their efforts to build up and disseminate greater knowledge about man-made climate change, and to lay the foundations for the measures that are needed to counteract such change                                        | [ 129 ]  |
| 2007 |                              | Альберт Гор                                      | США                                              | За зусилля щодо поширення знань про зміни клімату з вини людини, а також за закладання основ заходів, спрямованих на протидію таким змінамОригінальний текст (англ.) For their efforts to build up and disseminate greater knowledge about man-made climate change, and to lay the foundations for the measures that are needed to counteract such change                                        | [ 129 ]  |
| 2008 |                              | Мартті Ахтісаарі                                 | Фінляндія                                        | За ті зусилля у вирішенні міжнародних конфліктів, які він докладав на кількох континентах протягом трьох десятилітьОригінальний текст (англ.) For his important efforts, on several continents and over more than three decades, to resolve international conflicts | [ 130 ]  |
| 2009 |                              | Барак Обама                                      | США                                              | За величезні зусилля зі зміцнення міжнародної дипломатії та співпраці між народамиОригінальний текст (англ.) For his extraordinary efforts to strengthen international diplomacy and cooperation between peoples | [ 131 ]  |
| 2010 |                              | Лю Сяобо                                         | КНР                                              | За тривалу ненасильницьку боротьбу за фундаментальні права людини у КитаїОригінальний текст (англ.) For his long and non-violent struggle for fundamental human rights in China | [ 132 ]  |

### 2011–2020
| Рік  | Портрет     | Лауреат                                       | Країна                                        | Обґрунтування | Примітки |
| ---- | ----------- | --------------------------------------------- | --------------------------------------------- | --- | -------- |
| 2011 |             | Елен Джонсон-Серліф                           | Ліберія                                       | За ненасильницьку боротьбу за права і безпеку жінок та їхню участь у миротворчому процесіОригінальний текст (англ.) For their non-violent struggle for the safety of women and for women's rights to full participation in peace-building work | [ 133 ]  |
| 2011 | Лейма Гбові |                                               | Ліберія                                       | За ненасильницьку боротьбу за права і безпеку жінок та їхню участь у миротворчому процесіОригінальний текст (англ.) For their non-violent struggle for the safety of women and for women's rights to full participation in peace-building work | [ 133 ]  |
| 2011 |             | Тавакуль Карман                               | Ємен                                          | За ненасильницьку боротьбу за права і безпеку жінок та їхню участь у миротворчому процесіОригінальний текст (англ.) For their non-violent struggle for the safety of women and for women's rights to full participation in peace-building work | [ 133 ]  |
| 2012 |             | Європейський Союз                             | Європейський Союз                             | За внесок впродовж більше шести десятиліть у просування миру і примирення, демократії та прав людини у ЄвропіОригінальний текст (англ.) For over six decades contributed to the advancement of peace and reconciliation, democracy and human rights in Europe | [ 134 ]  |
| 2013 |             | Організація із заборони хімічної зброї        | Організація із заборони хімічної зброї        | За значні зусилля щодо ліквідації хімічної зброїОригінальний текст (англ.) For its extensive efforts to eliminate chemical weapons | [ 135 ]  |
| 2014 |             | Кайлаш Сат'ярті                               | Індія                                         | За боротьбу проти пригнічення дітей та молоді та право дітей на освітуОригінальний текст (англ.) For their struggle against the suppression of children and young people and for the right of all children to education | [ 136 ]  |
| 2014 |             | Малала Юсафзай                                | Пакистан                                      | За боротьбу проти пригнічення дітей та молоді та право дітей на освітуОригінальний текст (англ.) For their struggle against the suppression of children and young people and for the right of all children to education | [ 136 ]  |
| 2015 |             | Квартет національного діалогу                 | Туніс                                         | За вирішальний внесок у розбудову плюралістичної демократії у Тунісі при зародженні Жасмінової революції 2011 рокуОригінальний текст (англ.) For its decisive contribution to the building of a pluralistic democracy in Tunisia in the wake of the Jasmine Revolution of 2011 | [ 137 ]  |
| 2016 |             | Хуан Мануель Сантос                           | Колумбія                                      | За рішучі зусилля, що поклали край громадянській війні у країні, що тривала понад 50 роківОригінальний текст (англ.) For his resolute efforts to bring the country's more than 50-year-long civil war to an end | [ 138 ]  |
| 2017 |             | Міжнародна кампанія із заборони ядерної зброї | Міжнародна кампанія із заборони ядерної зброї | За роботу щодо привернення уваги до катастрофічних гуманітарних наслідків будь-якого використання ядерної зброї та за новаторські зусилля задля досягнення заборони такої зброї на основі договоруОригінальний текст (англ.) For its work to draw attention to the catastrophic humanitarian consequences of any use of nuclear weapons and for its ground-breaking efforts to achieve a treaty-based prohibition of such weapons                                 | [ 139 ]  |
| 2018 |             | Деніс Муквеге                                 | ДР Конго                                      | За боротьбу проти використання сексуального насилля як зброї війни та збройних конфліктівОригінальний текст (англ.) For their efforts to end the use of sexual violence as a weapon of war and armed conflict | [ 140 ]  |
| 2018 |             | Надія Мурад                                   | Ірак                                          | За боротьбу проти використання сексуального насилля як зброї війни та збройних конфліктівОригінальний текст (англ.) For their efforts to end the use of sexual violence as a weapon of war and armed conflict | [ 140 ]  |
| 2019 |             | Абій Ахмед Алі                                | Ефіопія                                       | За зусилля зі встановлення миру та міжнародної кооперації, зокрема, за його вирішальні зусилля з вирішення прикордонного конфлікту з сусідньою ЕритреєюОригінальний текст (англ.) For his efforts to achieve peace and international cooperation, and in particular for his decisive initiative to resolve the border conflict with neighbouring Eritrea | [ 141 ]  |
| 2020 |             | Світова продовольча програма                  |                                               | За зусилля у боротьбі з голодом, за внесок у покращення умов для миру на постраждалих від конфліктів територіях та за лідерські зусилля у запобіганні використання голоду як зброї у війнах та конфліктахОригінальний текст (англ.) For its efforts to combat hunger, for its contribution to bettering conditions for peace in conflict-affected areas and for acting as a driving force in efforts to prevent the use of hunger as a weapon of war and conflict | [ 142 ]  |

### 2021–2030
| Рік  | Портрет | Лауреат                    | Країна    | Обґрунтування | Примітки |
| ---- | ------- | -------------------------- | --------- | --- | -------- |
| 2021 |         | Марія Ресса                | Філіппіни | За зусилля щодо захисту свободи слова, що є передумовою для демократії та довготривалого мируОригінальний текст (англ.) For their efforts to safeguard freedom of expression, which is a precondition for democracy and lasting peace | [ 143 ]  |
| 2021 |         | Дмитро Муратов             | Росія     | За зусилля щодо захисту свободи слова, що є передумовою для демократії та довготривалого мируОригінальний текст (англ.) For their efforts to safeguard freedom of expression, which is a precondition for democracy and lasting peace | [ 143 ]  |
| 2022 |         | Олесь Біляцький            | Білорусь  | Лауреати представляють громадянське суспільство цих країн. Вони протягом багатьох років пропагували право критикувати владу та захищати основні права громадян. Вони доклали багато зусиль, щоб задокументувати воєнні злочини, порушення прав людини та зловживання владою. Разом вони демонструють важливість громадянського суспільства для миру та демократії. | [ 144 ]  |
| 2022 |         | Меморіал                   | Росія     | Лауреати представляють громадянське суспільство цих країн. Вони протягом багатьох років пропагували право критикувати владу та захищати основні права громадян. Вони доклали багато зусиль, щоб задокументувати воєнні злочини, порушення прав людини та зловживання владою. Разом вони демонструють важливість громадянського суспільства для миру та демократії. | [ 144 ]  |
| 2022 |         | Центр громадянських свобод | Україна   | Лауреати представляють громадянське суспільство цих країн. Вони протягом багатьох років пропагували право критикувати владу та захищати основні права громадян. Вони доклали багато зусиль, щоб задокументувати воєнні злочини, порушення прав людини та зловживання владою. Разом вони демонструють важливість громадянського суспільства для миру та демократії. | [ 144 ]  |
| 2023 |         | Наргес Мохаммаді           | Іран      | За боротьбу проти пригноблення жінок в Ірані та поширення прав людини і свободи для всіхОригінальний текст (англ.) For her fight against the oppression of women in Iran and her fight to promote human rights and freedom for all | [ 145 ]  |
| 2024 |         | Nihon Hidankyō             | Японія    | За зусилля з боротьби за світ без ядерної зброї та демонстрацію через свідчення очевидців, що ядерна зброя повинна ніколи більше не застосовуватисяОригінальний текст (англ.) For its efforts to achieve a world free of nuclear weapons and for demonstrating through witness testimony that nuclear weapons must never be used again                             | [ 146 ]  |

## Лауреати за країною
У таблиці нижче наведено розподіл 111 індивідуальних лауреатів Нобелівської премії миру відповідно до країн їхнього походження без урахування організацій-лауреатів.
| Країна          | Кількість лауреатів |
| --------------- | ------------------- |
| США             | 23                  |
| Велика Британія | 12                  |
| Франція         | 9                   |
| Швеція          | 5                   |
| Німеччина       | 4                   |
| ПАР             | 4                   |
| Бельгія         | 3                   |
| Ізраїль         | 3                   |
| Індія           | 3                   |
| Швейцарія       | 3                   |
| Австрія         | 2                   |
| Аргентина       | 2                   |
| Єгипет          | 2                   |
| Іран            | 2                   |
| Ліберія         | 2                   |
| Норвегія        | 2                   |
| СРСР            | 2                   |
| Східний Тимор   | 2                   |
| Бангладеш       | 1                   |
| Білорусь        | 1                   |
| В'єтнам         | 1                   |
| Гана            | 1                   |
| Гватемала       | 1                   |
| Данія           | 1                   |
| ДР Конго        | 1                   |
| Ефіопія         | 1                   |
| Ємен            | 1                   |
| Ірак            | 1                   |
| Ірландія        | 1                   |
| Італія          | 1                   |
| Канада          | 1                   |
| Кенія           | 1                   |
| КНР             | 1                   |
| Колумбія        | 1                   |
| Коста-Рика      | 1                   |
| Мексика         | 1                   |
| М'янма          | 1                   |
| Нідерланди      | 1                   |
| Пакистан        | 1                   |
| Палестина       | 1                   |
| Південна Корея  | 1                   |
| Польща          | 1                   |
| Росія           | 1                   |
| Україна         | 1                   |
| Філіппіни       | 1                   |
| Фінляндія       | 1                   |
| Японія          | 1                   |